# Michael Zerang
Michael Zerang (Chicago, 16 november 1958) is een Amerikaanse jazzmuzikant (drums, percussie) en -componist op het gebied van creatieve jazz en improvisatiemuziek. Volgens Allmusic bespeelt hij een kleurrijke set drums die de muziek eerder verrijkt dan voortstuwt.

## Biografie
Zerang, wiens ouders emigreerden vanuit Assyrië, volgde van 1977 tot 1978 het Wright College for Liberal Arts and Music Courses in zijn geboorteplaats en studeerde daarna muziektheorie en compositie bij Don Malone aan de Roosevelt University tot 1982. Daarnaast trainde hij privé en in workshops, bijvoorbeeld bij Karl Berger. Hij is sinds 1976 een professionele muzikant, aanvankelijk in formaties met Kent Kessler en toert sinds 1981 internationaal. Hij was betrokken bij de opname van meer dan 40 albums en speelde in bands als het Vandermark Quartet, Dream Cheese, In Zenith en Broken Wire. Zerang werkte ook samen met Fred Anderson, Mats Gustafsson, Jaap Blonk, Barre Phillips, Scott Fields, Hamid Drake, Fredy Studer, Mikolaj Trzaska, Luc Houtkamp en in een trio met Axel Dörner en Fred Lonberg-Holm. Sinds 1997 maakt hij deel uit van Peter Brötzmann's Chicago Tentett, met wie hij ook optreedt in kleinere bands zoals Joe McPhee. Met Gebhard Ullmann, Steve Swell en Fred Lonberg-Holm brengt hij het plan van Ullmann / Swell in Chicago in beeld. Hij is ook te horen op het album Chicago Conversations (2015) van Peter A. Schmid.
Zerang componeerde voor ballet, theatergroepen, performancekunstenaars, ensembles met nieuwe muziek en film- en videokunstenaars. Buiten jazz en improvisatiemuziek (meer op het gebied van folkmuziek) werkte hij o.a. met Bonnie "Prince" Billy en Daniel Higgs. Hij was ook een gasthoogleraar aan de School of the Art Institute of Chicago en het Dance Center van Columbia College en aan de Northwestern University. Hij organiseerde ook concerten in verschillende series in Chicago.

## Prijzen en onderscheidingen
Zerang ontving in 1996, 1998 en 2000 een Joseph Jefferson Award voor originele muziekcompositie in theater. In 2002 ontving hij een Artist Fellowship van de Illinois Arts Council.

## Discografie
- 1997: In Zenith Building a Better Future
- 1998: Eugene Chadbourne What Is Truth?
- 2005: Birgit Ulher / Lou Mallozzi / Michael Zerang Landscape: Recognizable
- 2006, 2017: Joe McPhee / Michael Zerang: Creole Gardens (A New Orleans Suite) (catalytic sound)
- 2009: Peter Brötzmann / Michael Zerang Berg- und Talfahrt – A Night in Sanaa
- 2012: Perry Robinson / Michael Zerang / Raphael Rogiński / Wacław Zimpel: Yemen: Music of the Yemenite Jews

- Bibliothèque nationale de France: cb146478203 (data)
- Gemeinsame Normdatei: 1096507242
- International Standard Name Identifier: 0000 0004 0676 5039
- Library of Congress Control Number: no00037776
- MusicBrainz: 6e96c709-00c5-4fb2-b4e3-95c609413965
- Nationale Bibliotheek van Israël: 987007325645605171
- Système universitaire de documentation: 163357234
- Virtual International Authority File: 301046196
- WorldCat: E39PBJxmFYRqrdyBpCgqg34KBP